# Günther (Waldeck)
Graf Günther von Waldeck-Wildungen (* 29. Juni 1557 auf Schloss Friedrichstein in Alt-Wildungen; † 23. Mai 1585 ebenda) war von 1577 bis zu seinem Tod Graf von Waldeck-Wildungen.
Er war der Sohn des Grafen Samuel von Waldeck und dessen Frau Anna-Maria von Schwarzburg-Blankenburg. Damit gehörte er dem Haus Waldeck an. Samuel hatte von seinem Vater Philipp IV. das Amt Wildungen als Paragium erhalten und residierte auf Schloss Friedrichstein in Alt-Wildungen.
Günther lebte bis zu seiner Regierungsübernahme am Hof von  Landgraf Wilhelm IV. von Hessen zu Kassel. Er folgte seinen beiden kurz nacheinander im Jahre 1577 verstorbenen Onkeln Daniel († 7. Juni 1577) und Heinrich IX. († 3. Oktober 1577) als Graf von Waldeck-Wildungen.
Günther heiratete am 15. Dezember 1578 in Wildungen Margarethe, (* 1559, † 1580) die Tochter von Johann I. (Waldeck) aus der Linie Waldeck-Landau, die jedoch bereits im Jahre 1580 verstarb.  In zweiter Ehe vermählte er sich mit der Grafentochter Margarethe von Gleichen (* 28. Mai 1556, † 14. Januar 1619).  Auf dieser Ehe und einem diesbezüglichen Erbvertrag beruhte der Erwerb der Grafschaft Pyrmont durch die Grafen von Waldeck im Jahre 1625.  Dieser zweiten Ehe entstammte der am 8. Juni 1584 auf Schloss Friedrichstein geborene Sohn Wilhelm Ernst, der jedoch schon im Alter von 14 Jahren am 16. September 1598 während des Studiums in Tübingen starb.
Am 21. Mai 1585 erkrankte Günther während eines Jagdausflugs schwer. Sein sich stark verschlechternder Gesundheitszustand ließ es nicht mehr zu, Schloss Friedrichstein zu erreichen. In der Schulstube von Altenwildungen errichtete man ein Krankenlager für ihn. Hier verstarb er am späten Nachmittag, zwischen 17.00 und 18.00 Uhr des 23. Mai 1585. Am 27. Mai wurde er in der Stadtkirche zu Bad Wildungen beigesetzt. Seit 1962 befindet sich seine letzte Ruhestätte in einer Gruft im westlichen Gewölbe der Grabkapelle St. Nikolaus im Kloster Marienthal in Netze.